# 曼利 (伊利諾伊州)
曼利（英語：Manley）是位於美國伊利諾伊州富爾頓縣的一個非建制地區。該地的面積和人口皆未知。

## 地理
曼利的座標為40°35′02″N 90°25′32″W / 40.58389°N 90.42556°W，而該地的平均海拔高度為197米（即646英尺）。